# Svarttjärnen (Töcksmarks socken, Värmland, 660746-127890)
Svarttjärnen är en sjö i Årjängs kommun i Värmland och ingår i Göta älvs huvudavrinningsområde.